# توین فورکس (نیومکزیکو)
توین فورکس (به انگلیسی: Twin Forks) یک منطقهٔ مسکونی در ایالات متحده آمریکا است که در نیومکزیکو واقع شده‌است. توین فورکس ۱۹۶ نفر جمعیت دارد و ۲٬۴۷۲٫۸۷ متر بالاتر از سطح دریا واقع شده‌است.